# Операция «Лэдброук»
Операция «Лэдброук» (англ. Operation Ladbroke) — заброска планёрных подразделений британских воздушно-десантных войск на Сицилию 9—10 июля 1943 года в ходе Сицилийской операции Второй мировой войны. Это была первая операция союзников с использованием такого количества планёров. Атаку проводили со стороны Туниса силами 1-й британской воздушно-десантной бригады. Было задействовано 136 десантных планёров Waco CG-4 и 8 транспортных Airspeed Horsa. Задачей операции было организовать массированное вторжение в район Сиракуз, захватить мост Понте-Гранд и в конечном счёте взять под контроль сам город со стратегически важным портом. Захваченный город в дальнейшем должен был стать плацдармом для полномасштабного вторжения в Сицилию.
Шестьдесят пять планёров были выпущены слишком рано и разбились по пути к острову, утонуло около двухсот пятидесяти человек. Из оставшихся только восемьдесят семь смогли добраться до Понте-Гранд. Тем не менее они успешно захватили и удерживали мост. В итоге, однако, у десантников закончились боеприпасы. К этому времени только пятнадцать солдат не имели каких-либо ранений. Союзные войска вынуждены были сдаться итальянским силам. Итальянцы, установив контроль над мостом, хотели разрушить его с помощью заранее установленной взрывчатки, но оказалось, что солдаты 1-й воздушно-десантной бригады союзников успели за время боя его разминировать. Подошедшие в течение часа силы 5-й пехотной дивизии сумели повторно провести захват моста. Остальные группы десантников, высадившиеся в других точках острова, продолжали действия по уничтожению коммуникаций и захвату огневых позиций противника.

## Предыстория
К декабрю 1942 года успешные боевые действия сил Антигитлеровской коалиции на территории Туниса явно показали, что война в Северной Африке подходит к концу. Поэтому среди командования союзников начались дискуссии по поводу следующей цели. Многие американцы выступали за немедленное вторжение во Францию, в то время как англичане, а также генерал армии США Дуайт Эйзенхауэр, настаивали на высадке на остров Сардиния. С 14 по 24 января 1943 года в марокканской Касабланке между президентом США Франклином Рузвельтом, премьер-министром Великобритании и членами Объединённого комитета начальников штабов США и Великобритании состоялись секретные переговоры, в результате которых союзные силы начали подготовку к высадке на Сицилию. Захват острова потенциально гарантировал союзникам плацдарм с морскими портами и аэродромами в непосредственной близости от Италии и Германии. В феврале началась разработка операции по высадке, получившей кодовое название «Хаски». 8-я британская армия под командованием генерала Монтгомери должна была высадиться в юго-восточной части острова и выдвинуться на север к портовому городу Сиракузы. Спустя два дня 7-я армия США под командованием генерала Паттона должна была высадиться в западной части острова и выдвинуться к портовому городу Палермо.
Позже, в марте того же года, дополнительно решили, что 82-я воздушно-десантная дивизия США и 1-я британская воздушно-десантная дивизия будут заброшены в тыл врага на парашютах и планёрах до высадки основных сил. Десантники, оказавшись на несколько миль позади оборонительной линии противника, должны были нейтрализовать защитников, тем самым значительно облегчая высадку наземных сил союзников. В начале мая по настоянию генерала Монтгомери директивы были коренным образом пересмотрены. Британский командующий утверждал, что раздельная высадка союзных сил в разных концах острова оставляет обороняющимся войскам противника возможность разгромить отдельные армии до их объединения. Вместо этого предлагалось провести одновременную высадку 7-й и 8-й армий на участке береговой линии длиной в 100 миль в юго-восточной части Сицилии, а обе десантные дивизии должны были обеспечить захват важного порта в Сиракузе. Командир 82-й воздушно-десантной дивизии Максвелл Тейлор также утверждал, что идея высадки за спину линии обороны противника на побережье не подходит для легко вооружённых воздушно-десантных войск, уязвимых для «дружественного огня» в результате запланированной морской бомбардировки со стороны союзников. В пересмотренном плане вторжения 82-я воздушно-десантная дивизия должна была быть заброшена к северо-востоку от порта Джела с целью блокирования подхода резервов противника к плацдарму союзников. 1-я воздушно-десантная дивизия должна была разделиться на три бригады для выполнения нескольких задач: 1-я воздушно-десантная бригада должна была захватить мост Понте-Гранд к югу от Сиракуз; целью 2-й парашютной бригады был захват порта Аугуста; 1-я парашютная бригада должна была занять мост через реку Симето.

## Подготовка

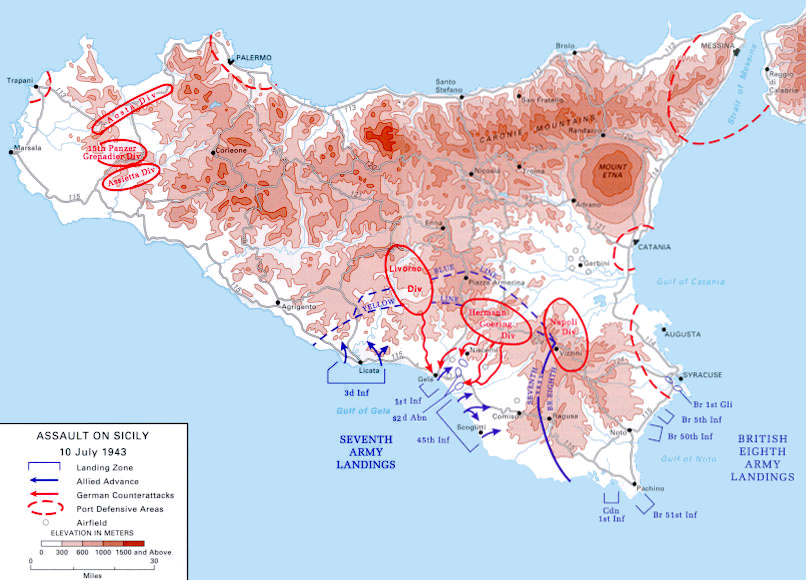
Карта посадочных зон во время вторжения в Сицилию в июле 1943 года

Для одновременного выполнения тремя бригадами трёх задач, поставленных перед 1-й воздушно-десантной дивизией, не хватало транспортных самолётов, поэтому было решено первой провести операцию по захвату моста Понте-Гранд, получившую название «Лэдброук». Миссия под командованием Филиппа Хикса должна была быть проведена непосредственно перед высадкой морского десанта, в ночь на 9 июля. Остальные две операции были запланированы на две последующие ночи. 1-я воздушно-десантная бригада должна была захватить порт Сиракузы и примыкающие городские кварталы, уничтожить или захватить береговую артиллерию противника, представляющую угрозу для высадки десанта. Первоначальный план воздушно-десантных операций подразумевал использование трёх подразделений парашютистов, но в мае Монтгомери внёс в него радикальные изменения. Так как после высадки воздушно-десантные войска окажутся на значительном расстоянии от союзных сухопутных сил, генерал посчитал, что для захвата Сиракузы лучше использовать планёры, чтобы обеспечить доставку в точку высадки максимально возможной огневой мощи. Советник Монтгомери из королевских военно-воздушных сил Великобритании, капитан Купер, высказал сомнения в практичности идеи посадки планёров ночью неопытными экипажами, но решение генерала было оставлено без изменений.
После того, как были поставлены основные боевые задачи, возник ряд организационных вопросов. И первым из них стал вопрос воздушной доставки подразделений, назначенных ответственными за парашютные операции. По прибытии в Северную Африку 52-е транспортное крыло военно-воздушных сил Армии США должно было обеспечить заброску 1-й британской воздушно-десантной дивизии, а 51-е транспортное крыло — 82-й воздушно-десантной дивизии США. Спустя несколько недель первоначальное назначение было изменено: 52-е крыло предоставили 82-й дивизии, а 51-е крыло — 1-й дивизии, так как именно в таких группах данные подразделения имели опыт ведения совместных боевых действий. Однако, решение превратить штурм Сиракузы в планёрную операцию вскрыло дополнительные проблемы: у 51-го транспортного крыла практически не было опыта подобных действий; у 52-го его было больше, но подразделение уже активно готовилось к парашютной операции. Обратное переназначение пар было непрактично, что оставило 1-ю воздушно-десантную дивизию и соответственно 1-ю воздушно-десантную бригаду с неопытным транспортным подразделением.

### Проблемы с планёрами
Помимо проблем с транспортными самолётами возникли проблемы с планёрами и пилотами для предстоящей операции. За несколько месяцев перед высадкой в Северной Африке была заметна явная нехватка исправных планёров. В конце марта в Аккру было доставлено небольшое количество десантных планёров Waco CG-4, но пилоты, отправленные для их доставки в Северную Африку обнаружили, что планёры были в плохом техническом состоянии. Из-за небрежного отношения и вредного воздействия тропического климата пилоты смогли собрать только незначительное количество Waco и к 22 апреля доставить их в нужное место. К 23 апреля в североафриканские порты начали прибывать американские планёры. Аппаратов было много, но они оказались не готовы для немедленного использования. Ящики, в которых их перевозили, были выгружены довольно беспорядочно; часто не хватало инструкций по сборке, а сборщики оказывались неопытными. После принятия решения об использовании планёров в предстоящей операции работы по сборке были ускорены, и 12 июня 346 аппаратов были предоставлены в распоряжение транспортным крыльям. Кроме того в Северную Африку было доставлено небольшое количество транспортных планёров Airspeed Horsa. Тридцать аппаратов были направлены из Англии в Тунис. Из-за стычек с патрульными истребителями Люфтваффе и турбулентностей только 27 аппаратов были доставлены в Северную Африку к началу операции.
Но когда достаточное количество планёров прибыло в Северную Африку, все они не использовались даже в целях обучения. На 16 июня большинство планёров было поставлено на ремонт. На 30 июня в большой части аппаратов были обнаружены недостатки, устранение которых потребовало ещё около трёх дней. Учитывая подобные проблемы и задержки, до середины июня 51-е транспортное крыло было не в состоянии провести масштабные тренировки. 14 июня пятьдесят четыре Waco преодолели более 70 миль (110 км), а затем успешно приземлились на аэродроме. 20 июня тренировка повторилась. Но даже эти учения были нереалистичными, поскольку проводились в дневное время. С британскими пилотами планёров также возникли трудности. Несмотря на достаточное количество человек для проведения операции, они были очень неопытными. Пилоты британского планёрного полка не имели опыта полётов на планёрах Waco CG-4, тем более в ночное время, так как доктриной Великобритании такие операции признавались невозможными. В среднем у пилотов было около восьми часов лётной практики на планёрах. Только немногие расценивались, как готовые к операции, и никто не имел боевого опыта. Полковник Джордж Чаттертон, командир планёрного полка, был против участия его подразделения в подобной операции, так как полагал, что пилоты были совершенно не готовы к подобному. К концу подготовки пилоты имели в среднем 4,5 часа лётной практики на новом типе планёров, из которых около 1,2 часа приходилось на ночные полёты

### 1-я воздушно-десантная бригада

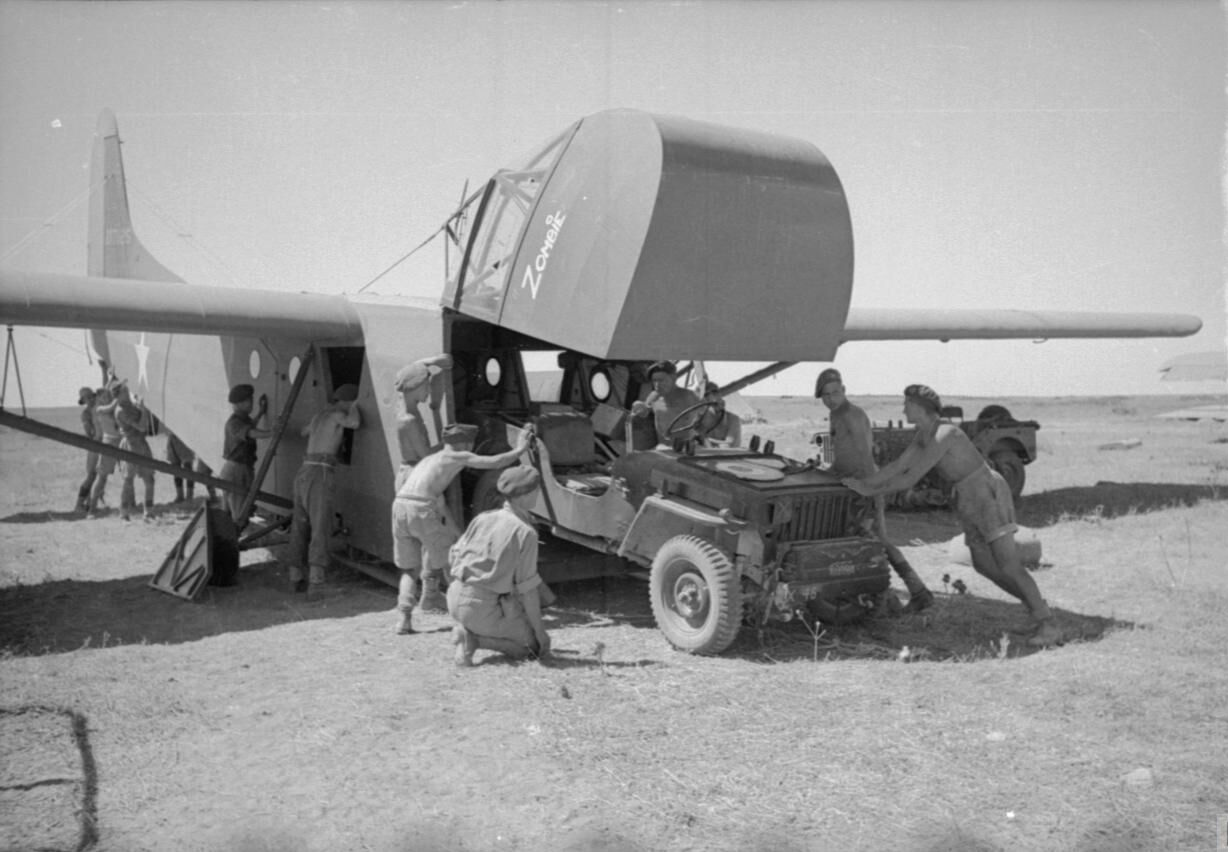
Загрузка автомобиля в планёр

В состав 1-й британской воздушно-десантной бригады входили 1-й батальон пограничного полка, 2-й батальон Южно-Стаффордширского полка, медицинский и инженерный корпус. Первый батальон должен был захватить Сиракузу. Второму батальону было поручено захватить и удерживать мост и территорию к югу от города. Для выполнения поставленных задач бригаде было выделено 136 десантных планёров Waco CG-4 и 8 транспортных Airspeed Horsa. Пространство внутри планёров было сильно ограничено — в Waco CG-4 могло разместиться не более пятнадцати человек, в Airspeed Horsa в два раза больше, — поэтому заброска бригады целиком оказалась затрудительна. Были взяты только шесть из шестнадцати противотанковых орудий, с аналогичным уменьшением числа миномётов и полным отсутствием пулемётов «Виккерс». 181-му полевому медицинскому корпусу требовались тридцать два планёра, но были выделены только шесть, пять из которых впоследствии не долетели до острова. Шесть Airspeed Horsa с бойцами 2-го батальона Южно-Стаффордширского полка должны были приземлиться на мосту 9 июля в 23:15 для внезапной и стремительной атаки. Остальная часть бригады должна была высадиться 10 июля в 01:15 в нескольких точках на расстоянии от 1,5 до 3 миль (2,4—4,8 км) от моста, после чего собраться вместе в районе моста, чтобы усилить его оборону .

### Силы итальянцев
Мост Понте-Гранд располагался непосредственно за пределами участка обороны 206-й береговой дивизии Италии, которая препятствовала высадке британского десанта с моря. Обороной руководил контр-адмирал Примо Леонарди, непосредственным начальником присутствующего армейского контингента был полковник Марио Дамиани. На данном участке итальянцы располагали шестью средними и шестью тяжёлыми береговыми артиллерийскими батареями; одиннадцатью береговыми батареями двойного назначения, которые одновременно могли работать, как зенитные батареи; и шестью зенитными батареями. В главном укреплении стоял бронепоезд с четырьмя 120-мм орудиями. Армейский контингент представлял 121-й полк береговой обороны, состоящий из четырёх батальонов, морские и воздушные батальоны. В случае необходимости 54-я пехотная дивизия Наполи была в состоянии отправить подкрепление.

## Операция
9 июля 1943 года 2075 солдат, 7 армейских автомобилей повышенной проходимости Willys MB, шесть противотанковых орудий и десять миномётов были погружены в Тунисе на планёры, которые в 18:00 направились в сторону Сицилии По пути они столкнулись с сильными ветрами, плохой видимостью и зенитным огнём противника. Чтобы избежать повреждений от обстрела и попаданий в лучи прожекторов, пилоты транспортных самолётов поднялись выше или уклонились в сторону. В суматохе, сопровождавшей эти манёвры, некоторые планеры были запущены слишком рано. Шестьдесят пять из них упали в море, около 250 человек утонуло. Из оставшихся только двенадцать планёров приземлились в нужном месте. Ещё пятьдесят девять приземлились на расстоянии до 25 миль (40 км) от запланированного места, а остальные были либо сбиты, либо не запущены, вернувшись обратно в Тунис.
Только один Airspeed Horsa со взводом пехоты 2-го батальона Южно-Стаффордширского полка приземлился недалеко от моста. Его командир, лейтенант Витерс, разделил своих людей на две группы, одна из которых переправилась через реку и заняла позицию на противоположном берегу. Силы итальянской береговой обороны обычно состояли из мужчин сорока-пятидесяти лет и были предназначены для выполнения различных полевых работ. Отряды формировались из числа местного населения, а офицеры были, как правило, призваны повторно после выхода на пенсию. На низкий боевой дух также влияли плохое вооружение и обеспечение. Мост был захвачен в результате одновременного нападения с обеих сторон. Обороняющиеся итальянские солдаты 120-го пехотного полка береговой обороны бросили своё укрепление на северном берегу реки. После взятия моста британский взвод разминировал его и окопался в ожидании подкрепления. Ещё один Airspeed Horsa приземлился примерно в 200 ярдах (180 м) от моста, но взорвался при посадке. Десантники на борту погибли. Три Airspeed Horsa с десантом для внезапной и стремительной атаки смогли приземлиться только в 2 милях (3,2 км) от моста и уже позже присоединились к обороне захваченного объекта. Подкрепление прибывало, но к 06:30 утра на мосту было всего восемьдесят семь солдат.
Около 150 человек высадились на мысе Мурро-ди-Порко и захватили радиостанцию противника. На основании предупреждения об идущих на посадку планёрах, которое успели передать радисты до захвата радиостанции, местный итальянский командующий отдал приказ о контратаке, но войска не смогли получить этот приказ. Разброс при посадке теперь уже работал в пользу союзников, которые оказались в состоянии перерезать множество телефонных линий, оказавшихся в непосредственной близости. Планёр заместителя командира бригады, полковника Джонса, приземлился рядом с батареей итальянской береговой артиллерии, и на следующий день офицеры и радисты атаковали и уничтожили пять орудий батареи и склад боеприпасов. Остальные изолированные группы десанта союзников также стремились помочь своим товарищам, нападая на итальянскую оборону и подкрепление.
Первая контратака была организована двумя группами итальянских моряков. Попытка оказалась неудачной, британцы успешно отразили наступление. Позже итальянцы в ответ на высадку десанта союзников собрали больше войск, артиллерию и миномёты для обстрела захваченных позиций на мосту. Во время следующих контратак десантники удерживали мост, рассчитывая на подкрепление, но ожидаемая 5-я британская пехотная дивизия не появилась к 10:00, как планировалось. К 11:30 к мосту подтянулись итальянские войска: сначала 385-й батальон береговой обороны, а затем 1-й батальон 75-го пехотного полка. Итальянцы рассчитывали напасть на мост одновременно с трёх сторон. К 14:45 среди британских десантников, обороняющих мост, осталось только пятнадцать бойцов без серьёзных ранений. К 15:30 им стало нечем отстреливаться, так как у них закончились боеприпасы. Некоторым с южной стороны моста удалось скрыться в сельской местности, остальные попали в плен. В 16:15 к мосту подошли первые британские силы 5-й пехотной дивизии — бойцы 2-го батальона королевских шотландских стрелков 17-й пехотной бригады, которые сразу же провели успешное контрнаступление против недавно вернувших себе контроль над мостом итальянцев. Благодаря тому, что ранее солдаты 1-й воздушно-десантной бригады союзников, пока удерживали мост, успели его разминировать, итальянцам не удалось его разрушить. Выжившие десантники 1-й воздушно-десантной бригады в дальнейшем не принимали участия в боях и 13 июля были вывезены обратно в Северную Африку. За время высадки наибольшие потери среди всех участвующий британских подразделений пришлись на 1-ю воздушно-десантную бригаду: 313 убитых и 174 раненых или пропавших без вести. Четырнадцать пилотов планёров погибли, восемьдесят семь пропали без вести или были ранены.

## Последствия
После изучения всех проблем, возникших при проведении воздушно-десантных операций в Сицилии, командованием британской армии и ВВС был сформулирован ряд рекомендаций. Летный состав должен пройти подготовку для проведения парашютных и планерных операций. Перед высадкой десантников должны высадиться разведчики, чтобы установить маячки для ориентирования. План высадки был упрощён. Согласно новой редакции предполагалась одновременная высадка всей бригады в одной зоне вместо высадки побатальонно в разных точках, использовавшейся в Сицилийской операции. В дальнейшем предполагалось отказаться от использования планёров в ночное время, а также полётов над морем. Посадочные полосы должны быть достаточного размера, чтобы планёр садился с запасом. После инцидента с дружественным огнём экипажи кораблей прошли дополнительное обучение для лучшего опознавания техники в небе. Для снижения числа случаев поражения собственными войсками также стали применять элементы быстрой визуальной идентификации воздушной техники, представляющие собой три большие белые полосы. Было усилено обучение пилотов, а также внесены некоторые улучшения в конструкцию планёров, в частности для лучшей коммуникации между планёрами. Королевские ВВС для обеспечения альтернативного способа доставки техники и артиллерии по воздуху стали экспериментировать с использованием парашютов. Техника и артиллерия размещалась в бомбовых отсеках и сбрасывалась в нужном месте. Транспортные группы королевских ВВС насчитывали восемьдесят восемь двухмоторных транспортных Armstrong Whitworth Albemarle, восемьдесят восемь четырёхмоторных бомбардировщиков Short Stirling, тридцать шесть четырёхмоторных тяжёлых бомбардировщиков Handley Page Halifax и 150 военно-транспортных Douglas C-47 Skytrain, не считая резервов.